# Prefektura Toyama
Prefektura Toyama (jap. 富山県 Toyama-ken) – prefektura w Japonii, w regionie Chūbu, na wyspie Honsiu (Honshū). Jej stolicą jest miasto Toyama.

## Położenie
Prefektura leży w środkowej części wyspy Honsiu w regionie Chūbu nad zatoką Toyama (Morze Japońskie). Graniczy z prefekturami: Ishikawa od zachodu, Gifu od południa, Nagano i Niigata od wschodu. Najwyżej położonym miejscem w prefekturze jest góra Tate (Tate-yama, 3 015 m n.p.m.). Do terytorium prefektury należą przybrzeżne wyspy m.in.: Abu, Kara oraz skała Otoko.

## Historia
Prefektura Toyama leży na terytorium historycznej prowincji Etchū.

## Miasta
Miasta prefektury:

- Himi
- Imizu
- Kurobe
- Namerikawa
- Nanto
- Oyabe
- Takaoka
- Tonami
- Toyama
- Uozu

## Przemysł i rolnictwo
Prefektura Toyama należy do najbardziej uprzemysłowionych regionów wybrzeża Morza Japońskiego. Na silny rozwój przemysłu miała wpływ m.in. tania energia z licznych rzek górskich. W Kurobe znajduje się największa w Japonii zapora – zapora Kurobe. Obecnie głównymi gałęziami przemysłu są: farmaceutyczny, części elektronicznych, robotyki, informatyki, maszynowy i wyrobów metalowych (aluminium i miedź). Szczególnie rozwija się przemysł biotechnologiczny, wykorzystujący 300-letnią tradycję swojej medycyny. 
Prefektura jest znana z produkcji wysokiej jakości odmian ryżu i – największej w Japonii – cebul tulipanowych (28 odmian). Pod koniec kwietnia duże obszary wiejskie, szczególnie w regionie Tonami, tworzą dywany tych kwiatów.

## Miejsca godne zwiedzenia
- Gokayama – obszar o charakterze skansenu, położony w administracyjnych granicach miasta Nanto. Został wpisany na Listę światowego dziedzictwa UNESCO ze względu na tradycyjne, drewniane domy w stylu gasshō-zukuri[4].
- Świątynia buddyjska (sōtō zen) Zuiryū (Zuiryū-ji) w Takaoce. Budowę ukończono ok. 1659 r. ku czci założyciela miasta Takaoka, daimyō Toshinagi Maedy (1562–1614)[5].
- Górski szlak turystyczny Tateyama Kurobe Alpine Route. Na wysokości 2450 m n.p.m. znajduje się najwyższy punkt tego szlaku o nazwie Murodō. Oferuje on widoki na pasmo górskie Tate-yama. Najbardziej znaną atrakcją Murodō jest korytarz śnieżny (Tateyama Snow Wall), tworzony przez ściany śniegu o wysokości do 20 metrów. Przejazd jest otwierany w połowie kwietnia po miesiącach obfitych opadów śniegu[6][7]. Są one powodowane zderzeniem mas suchego i chłodnego powietrza napływającego znad Syberii z cieplejszym, wilgotnym nad Morzem Japońskim. W wyniku tego powstają bardzo intensywne i obfite opady śniegu wzdłuż zachodniego wybrzeża, czyli tzw. tylnej Japonii[8].
- The Suiboku Museum w Toyamie – jedno z nielicznych muzeów w Japonii, które prezentuje świat suiboku-ga. Jest to metoda malowania wyłącznie czarnym tuszem (sumi), stosowana w pracach kaligraficznych i malarskich. Technika ta pochodzi z Chin i została wprowadzona do Japonii wraz z zen w okresie Kamakura (1185/1192–1333). Muzeum mieści się w dużym ogrodzie i zawiera kolekcję dzieł współczesnych artystów suiboku-ga[9].
- Toyama Prefectural Tateyama Museum – otwarte w listopadzie 1991 roku w celu pokazania troski o naturę i związków pomiędzy naturą a ludźmi[10].

## Potrawy lokalne
- Sushi z rybą masu (masu-sushi); łosoś pacyficzny, łac. Oncorhynchus masou masou; ang. cherry salmon, masu salmon, sakura masu[11]
- Biała krewetka (shiro-ebi); ang. Japanese glass shrimp; „białe krewetki” łowione u wybrzeży zatoki Toyama nie są głównym gatunkiem, ale rodzajem rodziny krewetek, łac. Pasiphaea japonica. Są przezroczyste, lekko różowe, po ugotowaniu zmieniają kolor na biały, mają smak subtelnej słodyczy. Zwane są „klejnotami zatoki Toyama”. Dla mieszkańców Toyamy ich pojawienie się po raz pierwszy w kwietniu oznacza nadejście wiosny. Zatoka Toyama to jedyny obszar na świecie, który może dostarczać wystarczającej ilości szklanych krewetek, aby utrzymać przemysł z nimi związany[12][13]
- Seriola quinqueradiata (buri); ryba z rodziny ostrobokowatych
- Głowonóg o nazwie japońskiej hotaru-ika; łac. Watasenia scintillans, ang. firefly squid; wyposażony w specjalne narządy wytwarzające światło zwane fotoforami, które znajdują się w wielu częściach ciała, ale duże znajdują się zwykle na czubkach macek, a także wokół oczu. Łowiony u zachodnich wybrzeży Japonii. W dzień przebywają na głębokości 200-400 m, w nocy pod powierzchnią. Przyciągają one tłumy podczas sezonu tarła w zatoce Toyama. Rozświetlając ciemną wodę wzdłuż brzegu, dają turystom wieczorne przedstawienie. Można jeść na surowo lub gotować[14]
- Pasta rybna (kamaboko); białe mięso ryb, tłuczone, zagęszczane skrobią, czasami kolorowane na różowo lub zielono i formowane w „bochenki” gotowane na parze[11]
- Lokalne sake: Tateyama, Narimasa, Masuizumi.

## Galeria

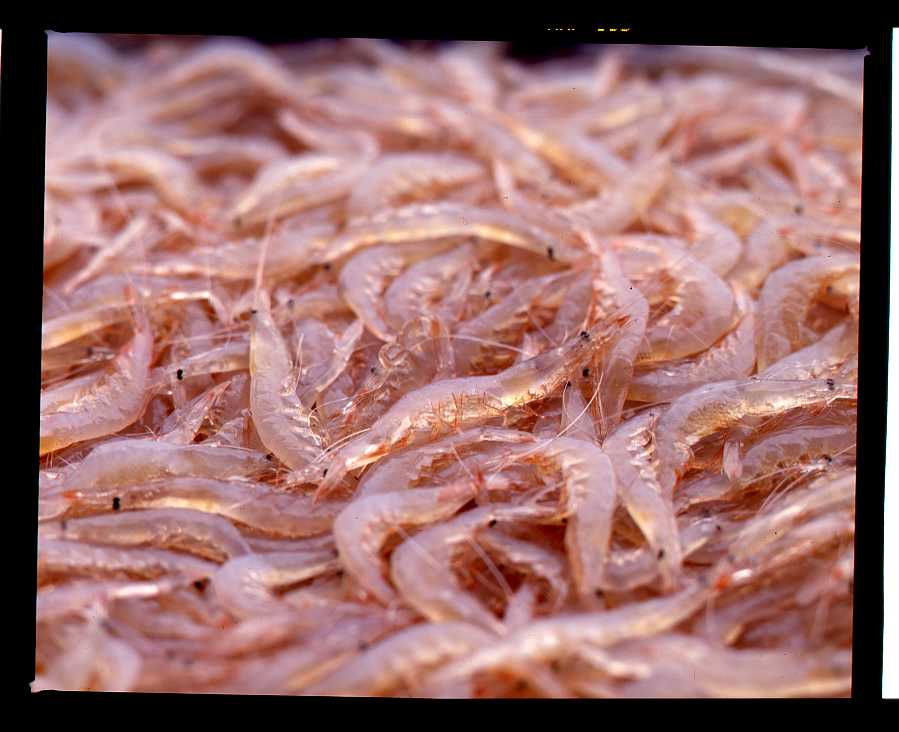
Shiro-ebi
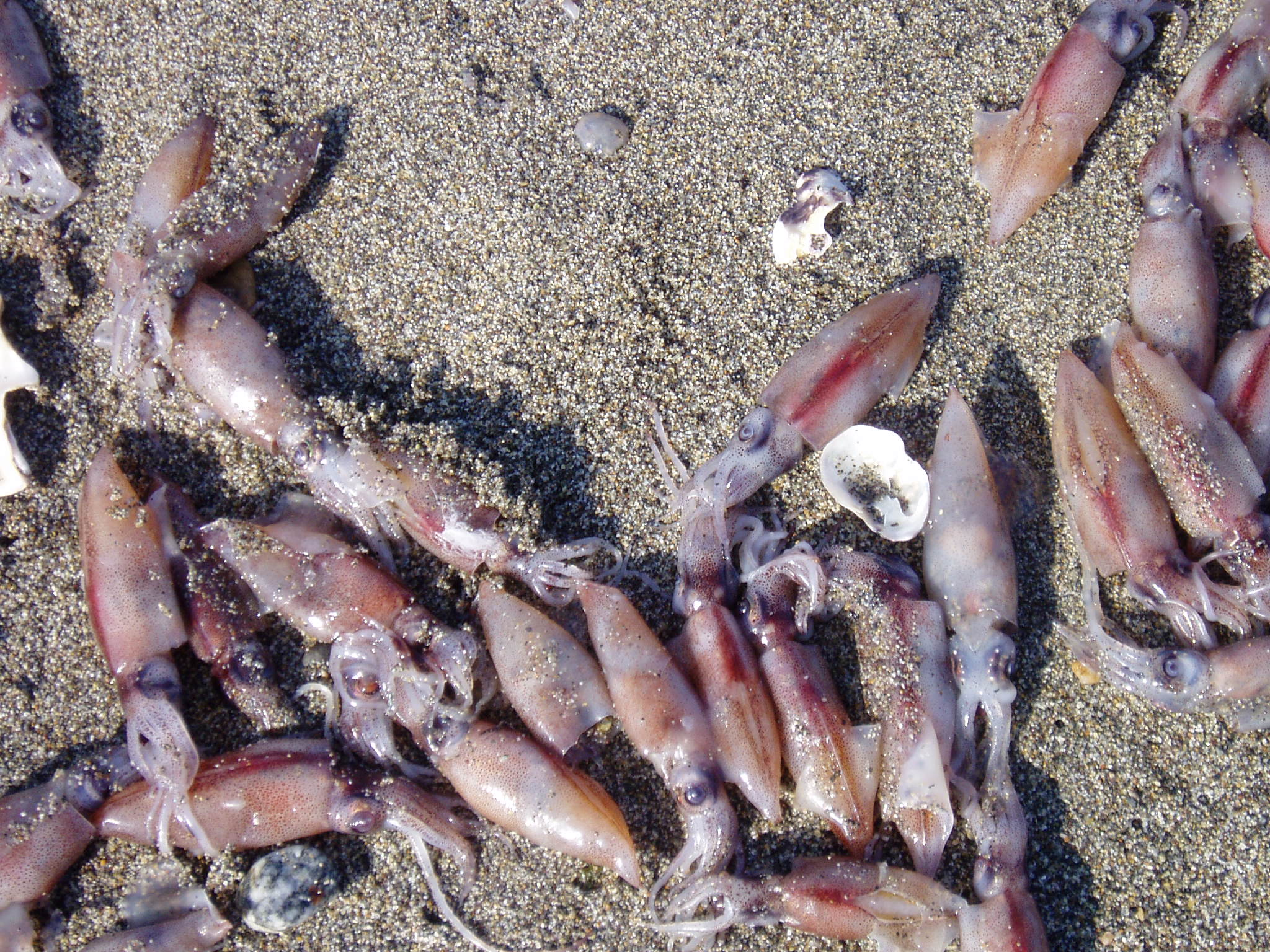
Hotaru-ika
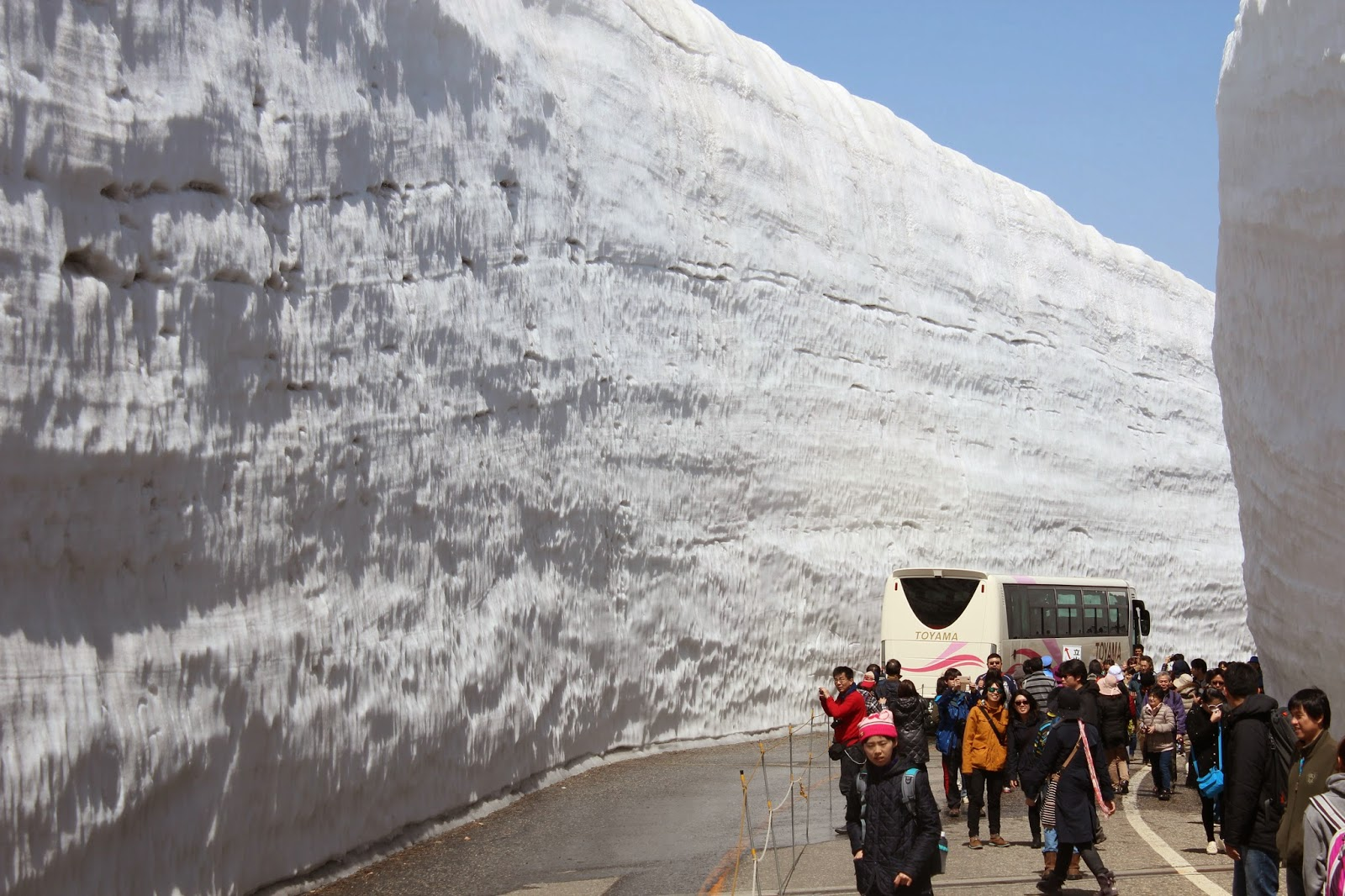
Tateyama Snow Wall
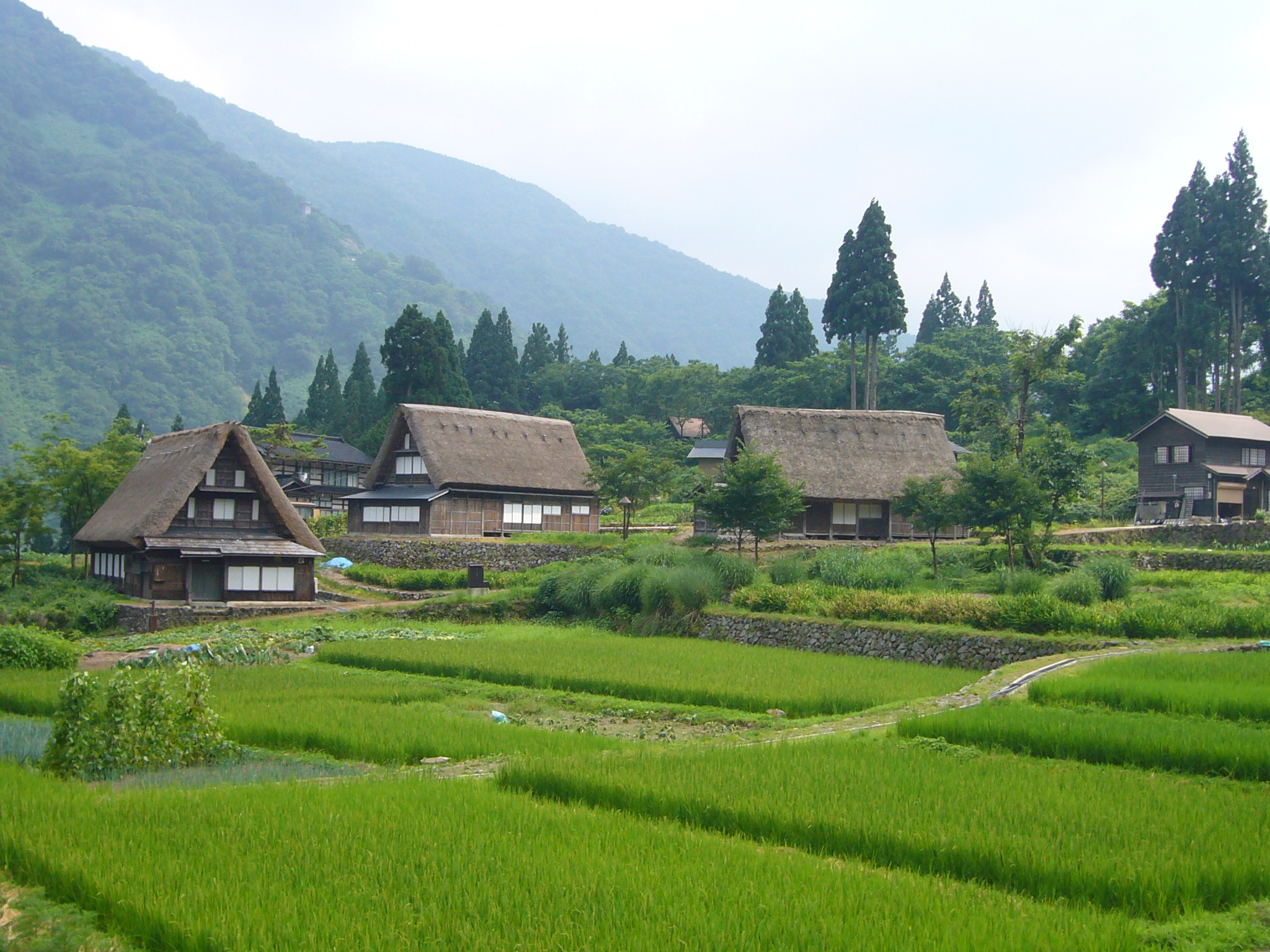
Wioska Ainokura w regionie Gokayama
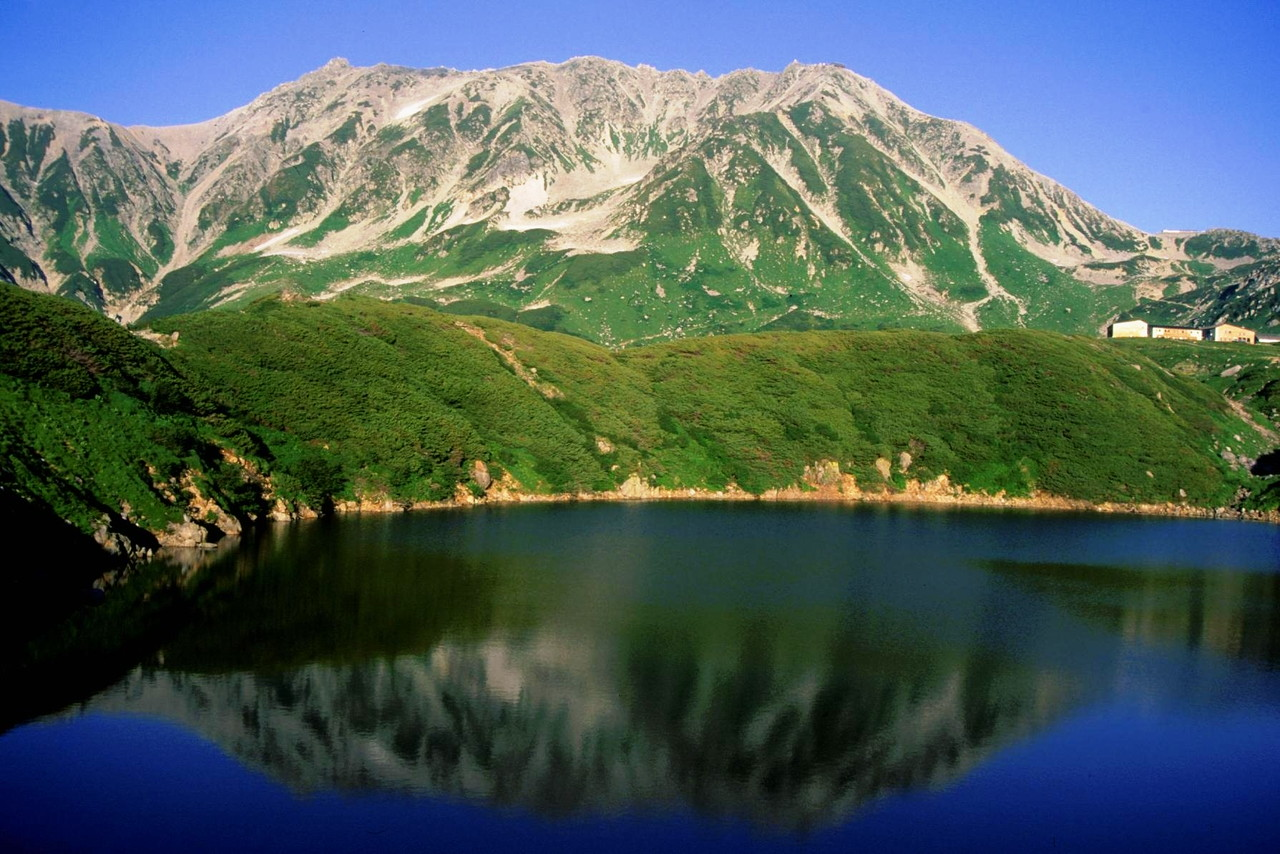
Tate-yama i staw Mikuri (Mikuri-ga-ike)
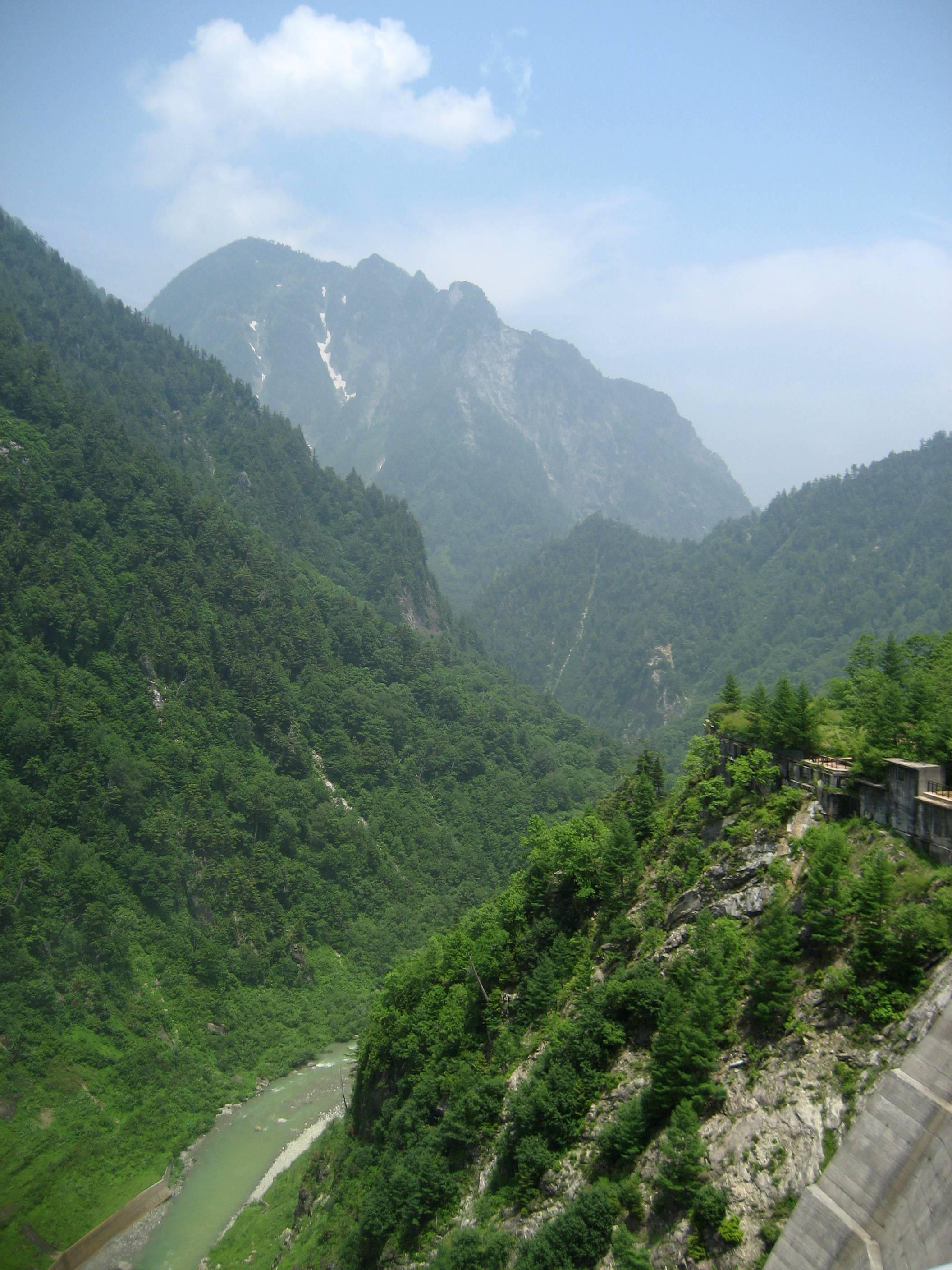
Przełom rzeki Kurobe
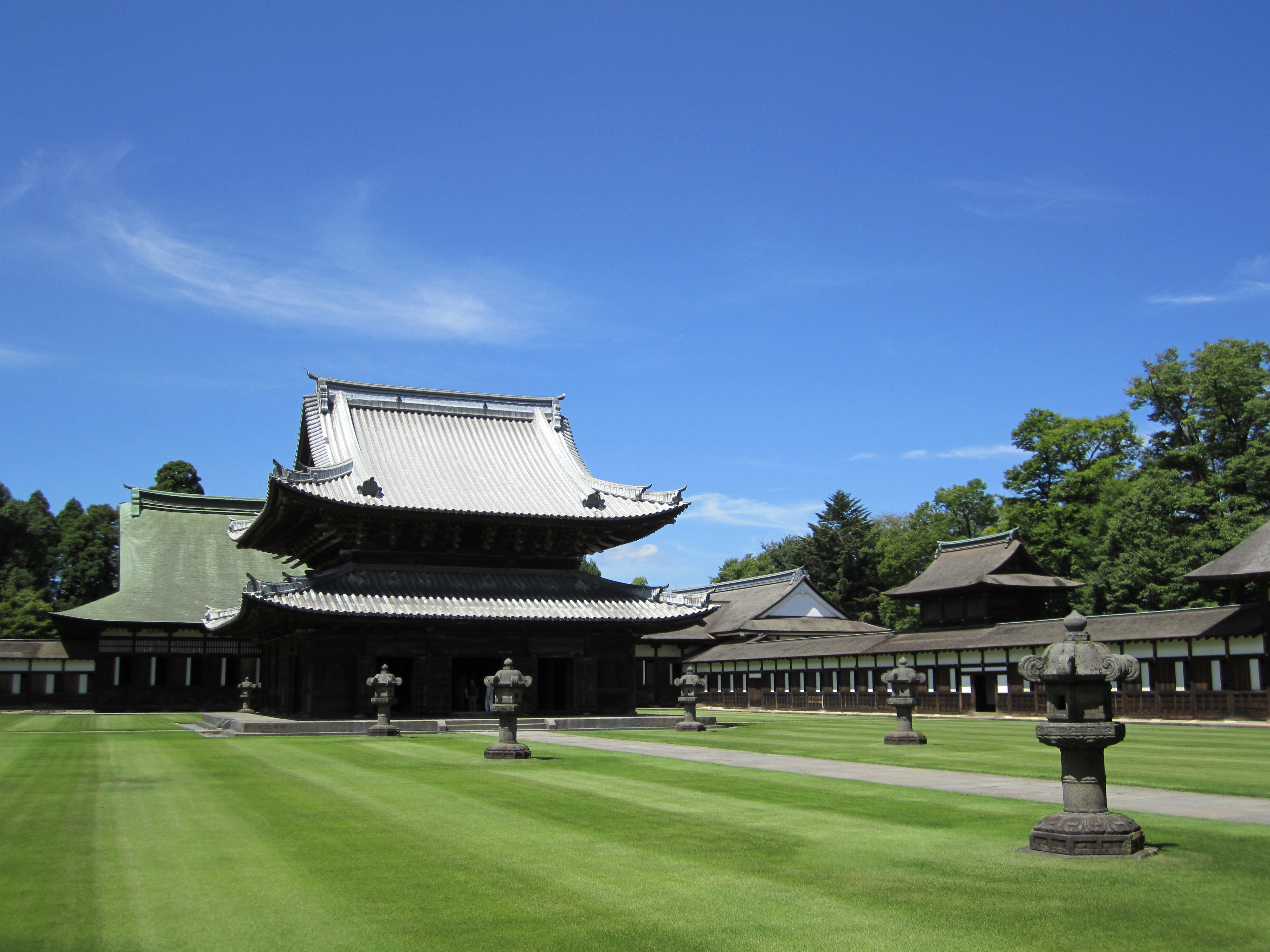
Świątynia buddyjska Zuiryū-ji